# Географія Руанди
Руанда — східноафриканська держава, що знаходиться в центральній частині континенту . Загальна площа країни 26 338 км² (149-те місце у світі), з яких на суходіл припадає 24 668 км², а на поверхню внутрішніх вод — 1 670 км². Площа країни трохи менша за площу Вінницької області України. 

## Назва
Офіційна назва — Республіка Руанда, Руанда (руанд. Republika y'u Rwanda, Rwanda; суах. Jamhuri ya Rwanda, Rwanda — Джамхурі я Руанда; англ. Republic of Rwanda, Rwanda). Назва країни походить від етноніму місцевого народу ваньяруанда (Vanyaruanda). Назва народу невідомого походження. Колишня колонія Німецька Східна Африка. Французькою мовою до 1962 року, коли країна отримала незалежність від Бельгії, вона називалась Пеї-де-Міль-Коллін (фр. Pays des Mille Collines), що перекладається як «Земля тисячі пагорбів».

## Географічне положення

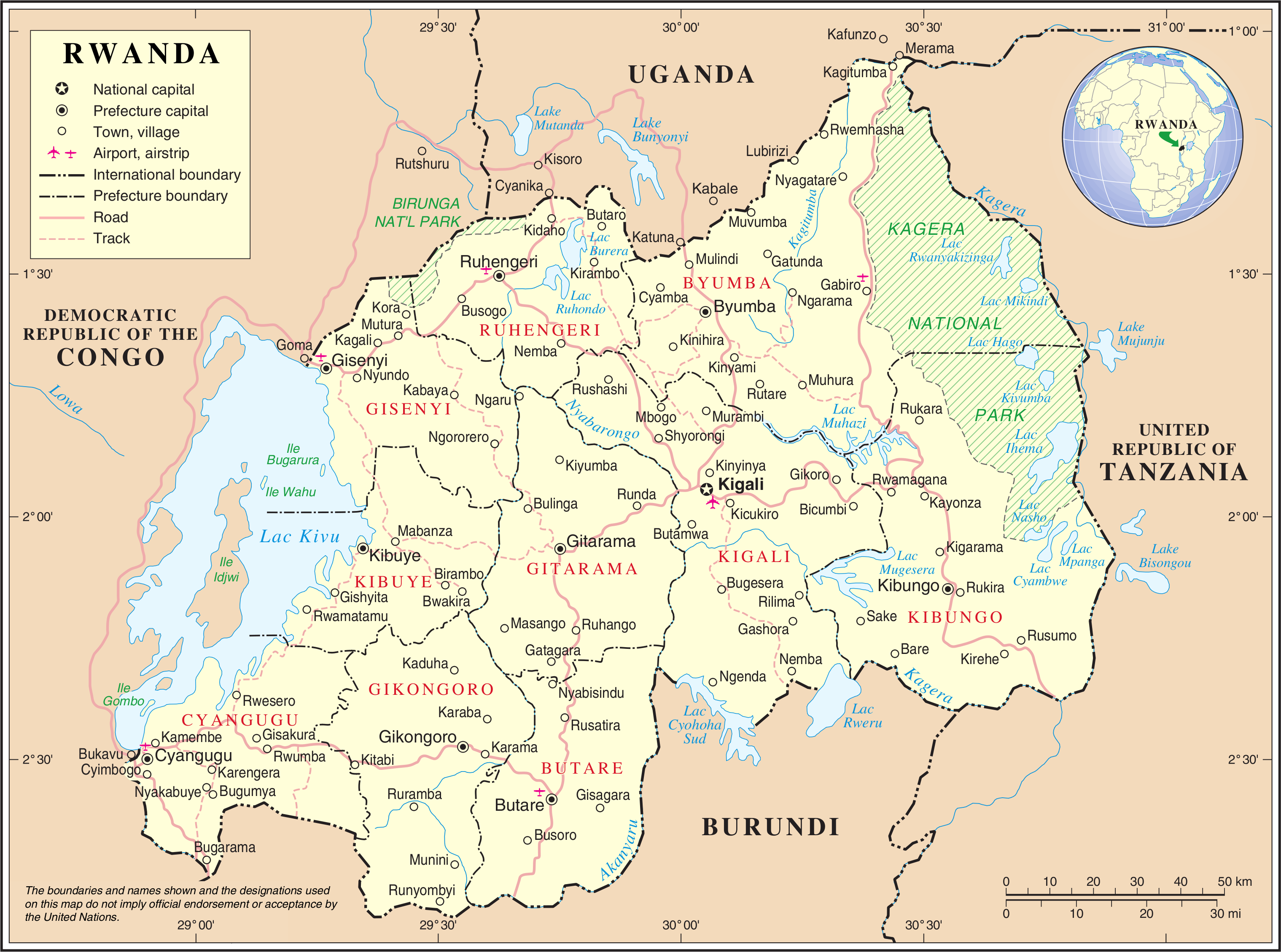
Карта Руанди від ООН

Порівняння розмірів території Руанди та США

Руанда — східноафриканська країна, що межує з чотирма іншими країнами: на півночі — з Угандою (спільний кордон — 172 км), на сході — з Танзанією (222 км), на півдні — з Бурунді (315 км), на заході — з ДР Конго (221 км). Загальна довжина державного кордону — 930 км. Країна не має виходу до вод Світового океану.

### Час
Час у Руанді: UTC+2 (той самий час, що й у Києві).

## Геологія

### Корисні копалини
Надра Руанди багаті на ряд корисних копалин: золото, каситерит (олово), вольфрам, природний газ.

## Рельєф
Середні висоти — 1598 м; найнижча точка — уріз води річки Рузізі (950 м); найвища точка — вулкан Карісімбі (4519 м).

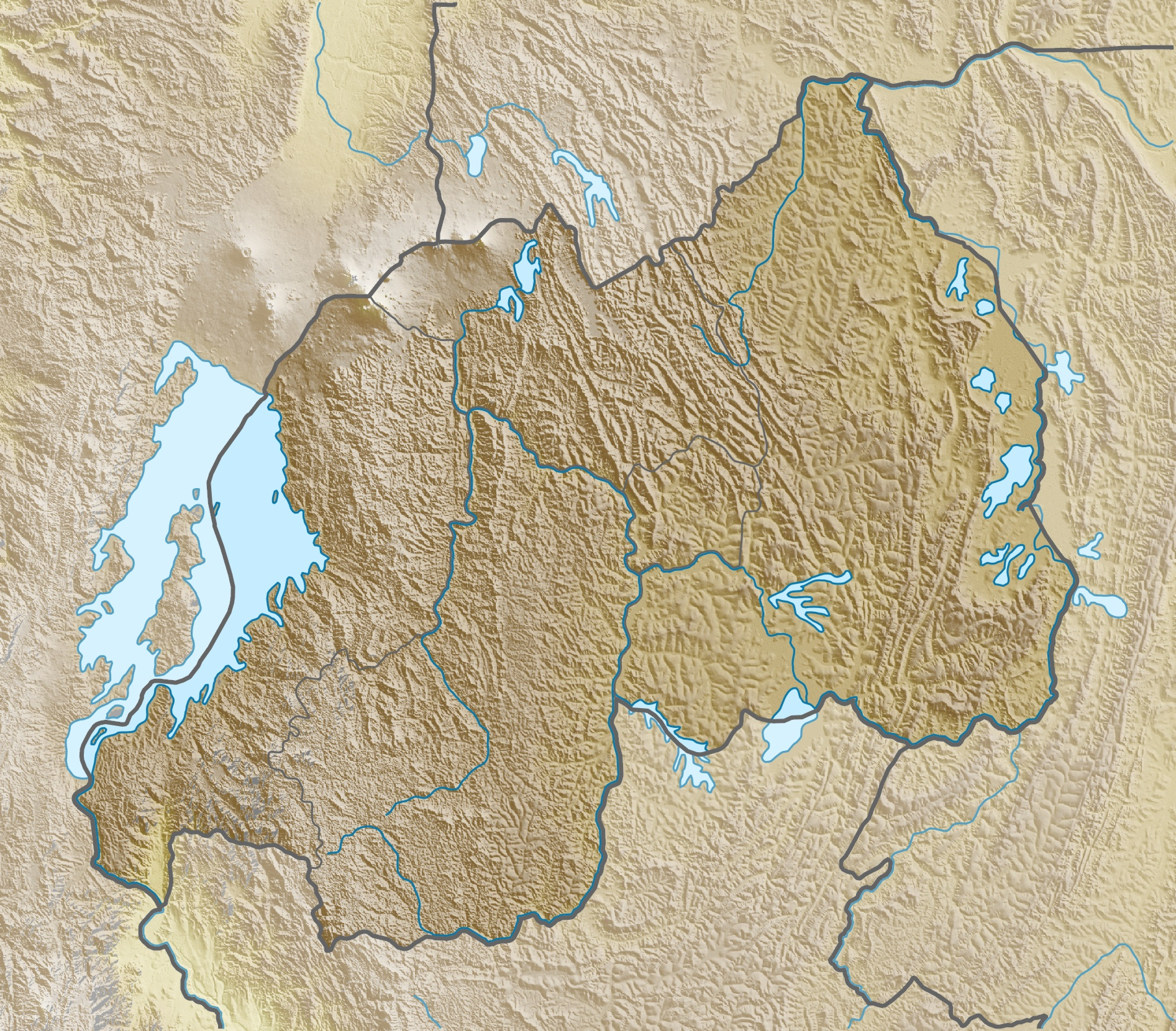
Рельєф Руанди
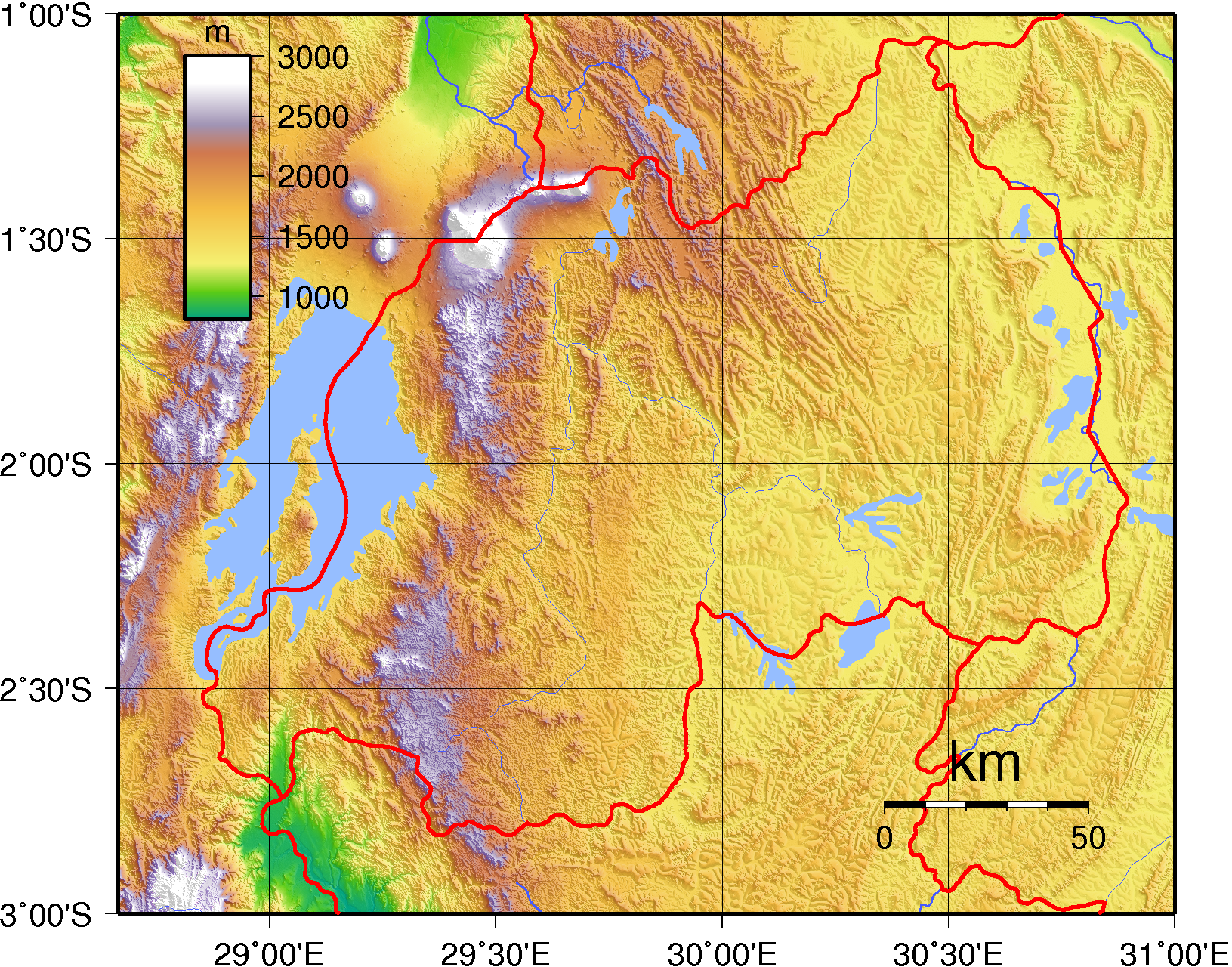
Гіпсометрична карта  Руанди
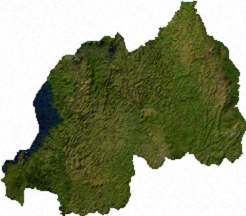
Супутниковий знімок поверхні країни

## Клімат
Територія Руанди лежить у екваторіальному кліматичному поясі. Цілий рік панують екваторіальні повітряні маси. Цілий рік спекотно, сезонні коливання температури незначні, значно менші за добові. превалюють слабкі вітри, цілий рік надмірне зволоження, майже щодня по обіді йдуть дощі, часто зливи з грозами.
- Сонячна радіація (англ.)

| Клімат Кігалі                                 | Клімат Кігалі | Клімат Кігалі | Клімат Кігалі | Клімат Кігалі | Клімат Кігалі | Клімат Кігалі | Клімат Кігалі | Клімат Кігалі | Клімат Кігалі | Клімат Кігалі | Клімат Кігалі | Клімат Кігалі | Клімат Кігалі |
| Показник                                      | Січ.          | Лют.          | Бер.          | Квіт.         | Трав.         | Черв.         | Лип.          | Серп.         | Вер.          | Жовт.         | Лист.         | Груд.         | Рік           |
| Середній максимум, °C                         | 26,9          | 27,4          | 26,9          | 26,2          | 25,9          | 26,4          | 27,1          | 28,0          | 28,2          | 27,2          | 26,1          | 26,4          | 26,9          |
| Середній мінімум, °C                          | 15,6          | 15,8          | 15,7          | 16,1          | 16,2          | 15,3          | 15,0          | 16,0          | 16,0          | 15,9          | 15,5          | 15,6          | 15,7          |
| Норма опадів, мм                              | 76.9          | 91.0          | 114.2         | 154.2         | 88.1          | 18.6          | 11.4          | 31.1          | 69.6          | 105.7         | 112.7         | 77.4          | 950.9         |
| --------------------------------------------- | ------------- | ------------- | ------------- | ------------- | ------------- | ------------- | ------------- | ------------- | ------------- | ------------- | ------------- | ------------- | ------------- |
| Джерело: Всесвітня метеорологічна організація |               |               |               |               |               |               |               |               |               |               |               |               |               |

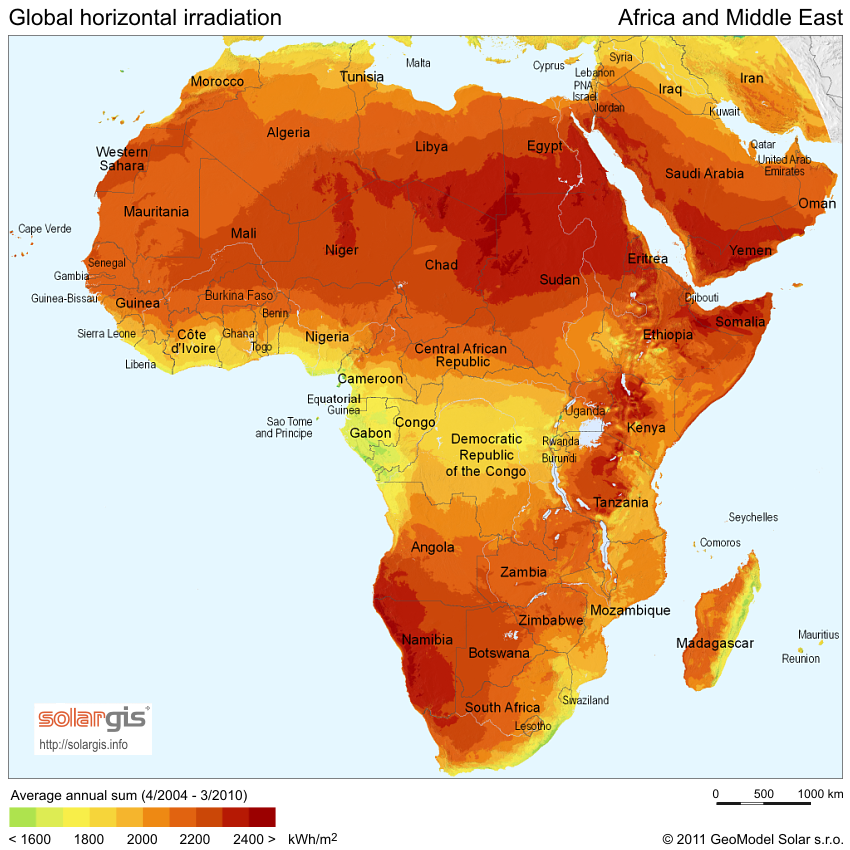
Сонячна радіація

Руанда є членом Всесвітньої метеорологічної організації (WMO), в країні ведуться систематичні спостереження за погодою.

## Внутрішні води
Загальні запаси відновлюваних водних ресурсів (ґрунтові і поверхневі прісні води) становлять 9,5 км³.
Станом на 2012 рік в країні налічувалось 96 км² зрошуваних земель.

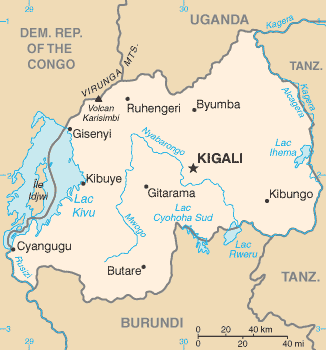
Гідрографічна мережа Руанди
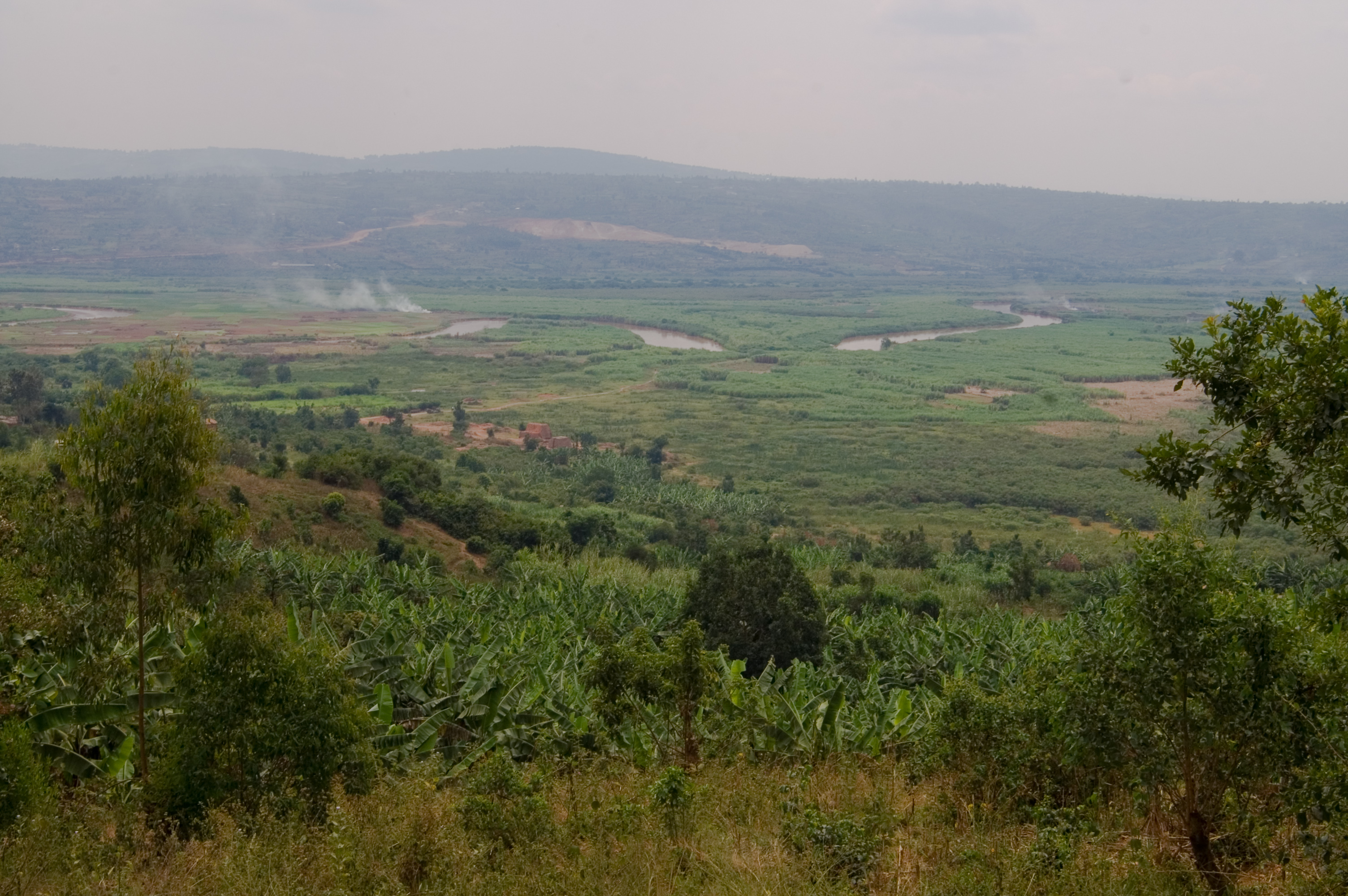
Річка Ньябаронго

### Річки
Річки країни на сході належать басейну Середземного моря Атлантичного океану, річка Кагера, що впадає в озеро Вікторія, є витоком Нілу. На заході річки належать до безстічної області рифтового озера Танганьїка.

## Рослинність
Земельні ресурси Руанди (оцінка 2011 року):
- придатні для сільськогосподарського обробітку землі — 74,5 %,
  - орні землі — 47 %,
  - багаторічні насадження — 10,1 %,
  - землі, що постійно використовуються під пасовища — 17,4 %;
- землі, зайняті лісами і чагарниками — 18 %;
- інше — 7,5 %[1].

## Тваринний світ
Зоогеографічно територія країни належить до Східноафриканської підобласті Ефіопської області.

## Охорона природи
Руанда є учасником ряду міжнародних угод з охорони навколишнього середовища:
- Конвенції про біологічне різноманіття (CBD),
- Рамкової конвенції ООН про зміну клімату (UNFCCC),
- Кіотського протоколу до Рамкової конвенції,
- Конвенція ООН про боротьбу з опустелюванням (UNCCD),
- Конвенції про міжнародну торгівлю видами дикої фауни і флори, що перебувають під загрозою зникнення (CITES),
- Базельської конвенції протидії транскордонному переміщенню небезпечних відходів,
- Монреальського протоколу з охорони озонового шару,
- Рамсарської конвенції із захисту водно-болотних угідь[11].

Урядом країни підписані, але не ратифіковані міжнародні угоди щодо: міжнародного морського права.

## Стихійні лиха та екологічні проблеми
На території країни спостерігаються небезпечні природні явища і стихійні лиха: періодичні посухи; активний вулканізм у горах Вірунга на кордоні з ДР Конго, єдиний активний вулкан Вісоке (3711 м).
Серед екологічних проблем варто відзначити:
- знеліснення внаслідок неконтрольованих рубок заради деревини на паливо;
- перевипасання;
- виснаження ґрунтів на сільськогосподарських масивах;
- ерозію ґрунтів;
- браконьєрство.

## Фізико-географічне районування
У фізико-географічному відношенні територію Руанди можна розділити на _ райони, що відрізняються один від одного рельєфом, кліматом, рослинним покривом: .

### Українською
- Атлас світу / голов. ред. І. С. Руденко ; зав. ред. В. В. Радченко ; відп. ред. О. В. Вакуленко. — К. : ДНВП «Картографія», 2005. — 336 с. — ISBN 9666315467.
- Атлас. 7 клас. Географія материків і океанів / Укладачі О. Я. Скуратович, Н. І. Чанцева. — К. : ДНВП «Картографія», 2014.
- Бєлозоров С. Т. Африка : фізико-географічний нарис. — вид. 2-ге, перероб. і доп. — К. : Радянська школа, 1957. — 232 с.
- Бєлозоров С. Т. Географія материків. — К. : Вища школа, 1971. — 371 с.
- Барановська О. В. Фізична географія материків і океанів : навч. посіб. для студентів ВНЗ : [у 2 ч.]. — Н. : Ніжинський державний університет ім. Миколи Гоголя, 2013. — 306 с. — ISBN 978-617-527-106-3.
- Руанда // Гірничий енциклопедичний словник : [у 3-х тт.] / за ред. В. С. Білецького. — Д. : Східний видавничий дім, 2004. — Т. 3. — 752 с. — ISBN 966-7804-78-X.
- Костів Л. Я. Фізична географія материків і океанів. Африка : навч.-метод. посібник. — Л. : Видавничий центр ЛНУ імені Івана Франка, 2017. — 184 с. — ISBN 978-617-10-0374-3.
- Панасенко Б. Д. Фізична географія материків : навч. посіб. : в 2 ч. — В. : ЕкоБізнесЦентр, 1999. — 200 с.
- Юрківський В. М. Регіональна економічна і соціальна географія. Зарубіжні країни: Підручник. — 2-ге. — К. : Либідь, 2001. — 416 с. — ISBN 966-06-0092-5.

### Англійською
- (англ.) Graham Bateman. The Encyclopedia of World Geography. — Andromeda, 2002. — 288 с. — ISBN 1871869587.

### Російською
- (рос.) Авакян А. Б., Салтанкин В. П., Шарапов В. А. Водохранилища. — М. : Мысль, 1987. — 326 с. — (Природа мира)
- (рос.) Алисов Б. П., Берлин И. А., Михель В. М. Курс климатологии [в 3-х тт.] / под. ред. Е. С. Рубинштейна. — Л. : Гидрометиздат, 1954. — Т. 3. Климаты земного шара. — 320 с.
- (рос.) Апродов В. А. Вулканы. — М. : Мысль, 1982. — 368 с. — (Природа мира)
- (рос.) Апродов В. А. Зоны землетрясений. — М. : Мысль, 2010. — 462 с. — (Природа мира) — ISBN 978-5-244-01122-7.
- (рос.) Руанда // Африка: энциклопедический справочник [в 2-х тт.] / гл. ред. А. А. Громыко. — М. : Советская энциклопедия, 1986. — 671 с.
- (рос.) Браун Л. Африка. — М. : Прогресс, 1976. — 288 с. — (Континенты, на которых мы живем)
- (рос.) Букштынов А. Д., Грошев Б. И., Крылов Г. В. Леса. — М. : Мысль, 1981. — 316 с. — (Природа мира)
- (рос.) Власова Т. В. Физическая география материков. С прилегающими частями океанов. Южная Америка, Африка, Австралия и Океания, Антарктида. — 4-е, перераб. — М. : Просвещение, 1986. — 269 с.
- (рос.) Гвоздецкий Н. А., Голубчиков Ю. Н. Горы. — М. : Мысль, 1987. — 400 с. — (Природа мира)
- (рос.) Гвоздецкий Н. А. Карст. — М. : Мысль, 1981. — 214 с. — (Природа мира)
- (рос.) Географический энциклопедический словарь: географические названия / под. ред. А. Ф. Трёшникова. — 2-е изд., доп. — М. : Советская энциклопедия, 1989. — 585 с. — ISBN 5-85270-057-6.
- (рос.) Исаченко А. Г., Шляпников А. А. Ландшафты. — М. : Мысль, 1989. — 504 с. — (Природа мира) — ISBN 5-244-00177-9.
- (рос.) Словарь современных географических названий / под общей редакцией акад. В. М. Котлякова. — Екатеринбург : У-Фактория, 2006.
- (рос.) Лобова Е. В., Хабаров А. В. Почвы. — М. : Мысль, 1983. — 304 с. — (Природа мира)
- (рос.) Максаковский В. П. Географическая картина мира. Книга I: Общая характеристика мира. — М. : Дрофа, 2008. — 495 с. — ISBN 978-5-358-05275-8.
- (рос.) Максаковский В. П. Географическая картина мира. Книга II: Региональная характеристика мира. — М. : Дрофа, 2009. — 480 с. — ISBN 978-5-358-06280-1.
- (рос.) Поспелов Е. М. Географические названия мира: Топонимический словарь. — М. : АСТ, 2005.
- (рос.) Руанда // Страны Африки. Политико-экономический справочник / ред. В. Солодовников, В. Румянцев. — М. : Издательство политической литературы, 1969. — 318 с.
- (рос.) Физико-географический атлас мира. — М. : Академия наук СССР и Главное управление геодезии и картографии ГУГК СССР, 1964. — 298 с.
- (рос.) Энциклопедия стран мира / глав. ред. Н. А. Симония. — М. : НПО «Экономика» РАН, отделение общественных наук, 2004. — 1319 с. — ISBN 5-282-02318-0.